# Phobetron
Phobetron é um gênero de insetos, contendo espécies americanas de mariposas, ou traças, pertencentes à família Limacodidae; classificado por Jacob Hübner em 1825, na página 398 da obra Verzeichniss bekannter Schmettlinge; sua espécie-tipo, Phobetron pithecium, nomeada Phalaena pithecium pelo botânico britânico James Edward Smith, em 1797, na página 147 da obra The natural history of the rarer lepidopterous insects of Georgia, volume 2; sua ocorrência citada na Virgínia, Estados Unidos. Espécies como Phobetron hipparchia podem ter dimorfismo sexual bastante acentuado.

## Espécies
De acordo com Markku Savela; com asterisco (*) estão as espécies registradas para o Brasil (fonteː SiBBr - Sistema de Informação sobre a Biodiversidade Brasileira).
- Phobetron hipparchia (Cramer, [1777])*
- Phobetron pithecium (J.E.Smith, 1797)[1][2][3]
- Phobetron dyari Barnes & Benjamin, 1926
- Phobetron guzmanae Epstein & Corrales, 2004[2]